# گروه شیفول
گروه شیفول (انگلیسی: Schiphol Group) شرکت مدیریت فرودگاه هلندی است، که در سال ۱۹۲۰ تأسیس شد.